# Scuola di Staggia
La Scuola di Staggia prende il nome da una località sulle colline senesi e indica un gruppo di pittori ottocenteschi che dipingevano en plein air.

## Storia e descrizione
A Staggia Senese, attorno al 1855, si formò un piccolo gruppo di pittori chiamato Scuola di Staggia (denominazione usata informalmente nel 1873 da Telemaco Signorini) attorno al pittore ungherese Károly Markó il Giovane (1822-1891), lì presente fin dal 1853. Nel Catalogo dell'Esposizione della Società Promotrice di Belle Arti di Firenze, del 1854, compaiono quattro opere di Karoly Markó il Giovane, aventi per soggetto luoghi staggesi.
Costoro tendevano a raffigurare il paesaggio con una certa fedeltà alla natura, seppure in parte influenzati dal Romanticismo svizzero, come quello del pittore ungherese Károly Markó il Vecchio, la cui pittura di paesaggio era stata portata a Firenze da Giuseppe Camino.

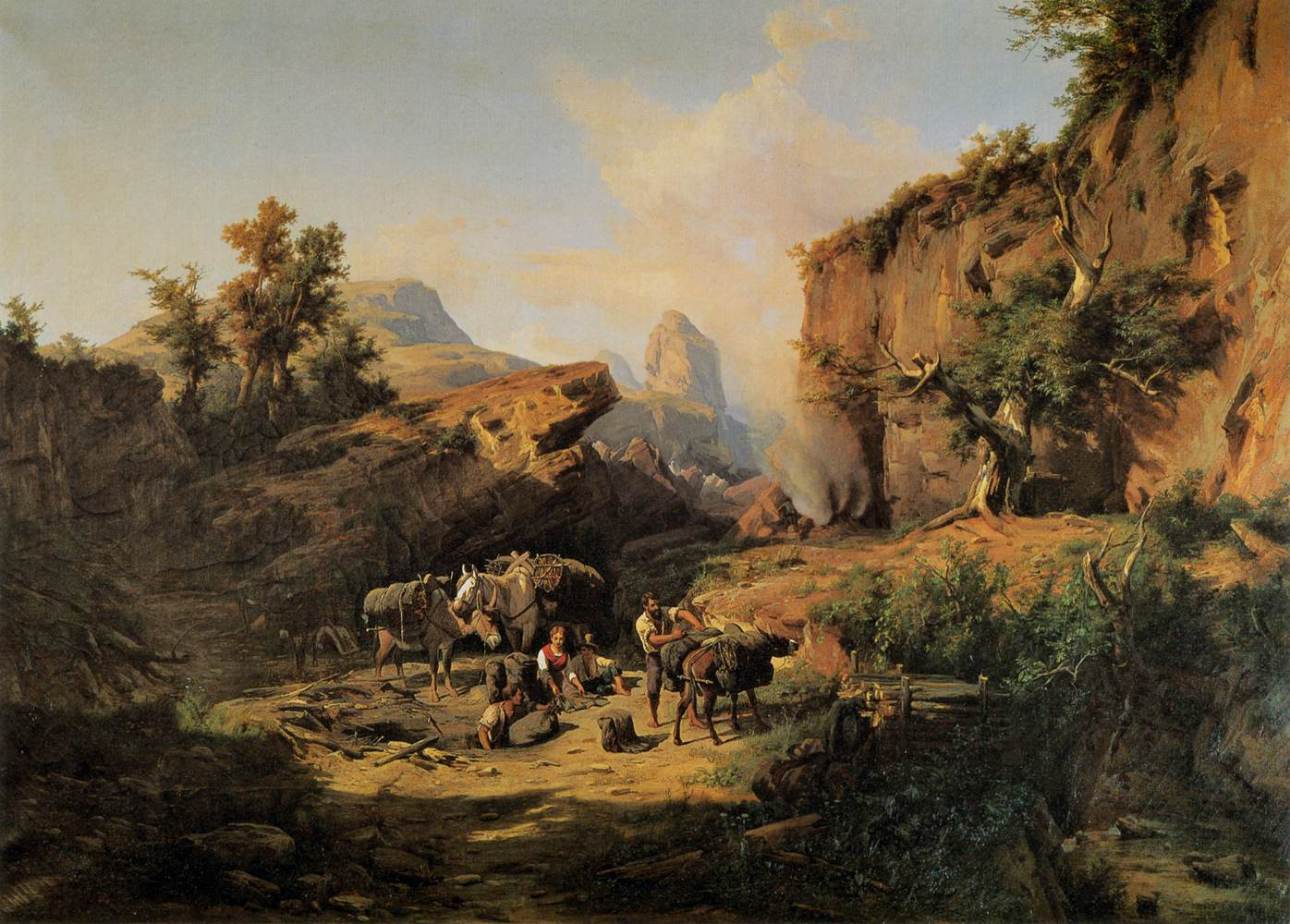
András Markó, Paesaggio italiano con trasporto del carbone, 1861, Palazzo Pitti

Al gruppo, formatosi anche sul modello della Scuola di Barbizon, parteciparono Andreas Markó (o András, 1824-1895) fratello di Karoly, e pittori già attivi in ambito fiorentino, come Carlo Ademollo (1825-1911), Lorenzo Gelati (1824-1893), Francesco Saverio Altamura (1822 o 1826-1897), Alessandro La Volpe (1820-1893), e Serafino De Tivoli (1826-1892) che nel gruppo ebbe un ruolo di spicco.
La Scuola di Staggia dette impulso a un genere - la pittura di paesaggio o della natura, ripresa dal vivo - privo dei toni solenni ed immobili delle vedute classiche, fino ad allora perlopiù ignorato nell'arte ottocentesca italiana; si trattò di una comunità aperta al dibattito, nella quale gli artisti si ritrovavano all'aperto, rappresentando sovente uno stesso soggetto, progettando composizioni dai particolari accorgimenti luministici, andando a costituire un precedente del quale risentirono i Macchiaioli pochi anni più tardi e, a Napoli, la Scuola di Resìna.

### Esposizioni e mostre
Le opere nate durante questa esperienza sono perlopiù disperse o difficilmente attribuibili, tuttavia la sala numero 14 della Galleria d'Arte Moderna di Palazzo Pitti, a Firenze è dedicata ad alcuni dei pittori che fecero parte della Scuola di Staggia.
Nel Palazzo Mediceo di Seravezza, dal 5 luglio al 7 settembre 2014, ha avuto luogo una mostra, intitolata Le vie del sole. La scuola di Staggia ed il paesaggio in Toscana fra Barbizon e la macchia.  Archiviato il 3 agosto 2020 in Internet Archive.